# Ana Temprano
Ana Temprano Fernández (n. Oviedo, Asturias, 28 de enero de 1984) es una jugadora profesional de balonmano española. Actúa como portera y actualmente juega en el Club Balonmano Zuazo de Barakaldo de la División de Honor de balonmano femenino (Liga ABF).
Es internacional con la selección española, con la que logró la medalla de plata en el Campeonato Europeo de Hungría y Croacia de 2014.

## Biografía
Ovetense de nacimiento, actualmente compagina el mundo del balonmano con los estudios de fisioterapia. Sus amigos y compañeras de equipo la suelen llamar como Tempri. Se trata de una portera ágil y con muchos reflejos, pese a su gran talla. Mide 1,73 metros y pesa 81 kilos.

## Equipos
Comenzó a jugar al Balonmano en el Colegio San Juan de Oviedo y de ahí pasó al Oviedo Balonmano Femenino, donde jugó desde Cadetes hasta su último año de Juveniles.Su formación desde la Base fue específica para su puesto y desde la edad Juvenil jugó en la Categoría de Plata ( la llamada 1ª División Femenina). Fichó por el Balonmano Gijón siendo ya Senior. Con este equipo debutó en la División de Honor de balonmano femenino en 2005 y allí permaneció un total de cuatro campañas, en las que el equipo siempre se salvó, en parte a sus buenas actuaciones en la portería.
En 2009 fichó por el BM Castro Urdiales. En este equipo permaneció dos campañas, la 2009/10, terminando en el noveno puesto y la 2010/11 acabando en un meritorio octavo puesto. Los grandes puesto del equipo castreño esta temporada vinieron acompañados de grandes actuaciones de Temprano en portería.
Tras dos años en Castro Urdiales, en el verano de 2011, firmó por una campaña con el BM UCAM Murcia. Con el club murciano acabó la liga regular en el 11º puesto, pero sin embargo debido a los problemas económicos fue descendido a la División de Honor. La temporada siguiente firmó con el BM Zuazo Barakaldo. Con el Zuazo tuvo una destacada actuación, quedando el equipo en el octavo puesto final.
En mayo de 2013 da el salto definitivo de su carrera fichando por uno de los clubes punteros de España, el Bera Bera. Con este equipo logra en su primera temporada el histórico triplete (Liga, Copa de la Reina y Supercopa de España) siendo un pilar clave de los éxitos. Además fue elegida la MVP de la Copa, merced a sus 19 paradas en la victoria final por 21-26 sobre el BM Ro'Casa Gran Canaria, equipo de la portera Silvia Navarro. En su segundo año en Bera Bera, vuelve a conquistar la Liga y la Supercopa, aunque esta vez pierde la final de la Copa de la Reina por un gol ante el Ro'Casa.

## Selección nacional
Gracias a sus destacadas actuaciones con el Bera Bera, en junio de 2014 fue llamada por primera vez por Jorge Dueñas para jugar con la Selección femenina de balonmano de España de cara a los partidos clasificatorios para el Campeonato Europeo de Balonmano Femenino de 2014 ante Italia y Turquía (debutando en éste).
Fue junto con Silvia Navarro la portera escogida (en detrimento de Cristina González) para representar a España en el Campeonato Europeo de Balonmano Femenino de 2014 disputado en Hungría y Croacia. Debido a la lesión de Navarro en el partido de la Maind Round ante Rumanía, Temprano tuvo que jugar casi todo el partido, con una destacada actuación, deteniendo 15 de los 32 lanzamientos que le lanzaron (46 % de efectividad) y siendo escogida mejor jugadora del combinado nacional al acabar el encuentro. Su gran actuación no se vio compensada con una victoria, ya que las guerreras cayeron 20-22. Finalmente en el decisivo y último partido del maind round, lograron una impresionante victoria ante Dinamarca por 29-22 para pasar por segunda vez en su historia a unas semifinales de un Europeo. En las semifinales se vengaron de su derrota ante Montenegro en los JJOO ganando por un vibrante 19-18, pasando a su segunda final de un Europeo. En la final se volvieron a cruzar contra Noruega perdiendo por 28-25 y acabando finalmente con una gran medalla de plata. En el plano individual Ana, cedió de nuevo su puesto en la portería a la valenciana Silvia Navarro, aunque fue una destacada cuando estuvo en la portería y consiguió su primera medalla con la selección en su primera gran cita.
Ha sido internacional en 13 ocasiones hasta la fecha.

### Participaciones en Campeonatos de Europa
| Europeo                                          | Sede              | Resultado   | Partidos | Goles |
| ------------------------------------------------ | ----------------- | ----------- | -------- | ----- |
| Campeonato Europeo de Balonmano Femenino de 2014 | Hungría y Croacia | Subcampeona | 8        | 0     |

## Palmarés

### Selección española
- Medalla de plata en el Europeo Hungría 2014.